# Apple III

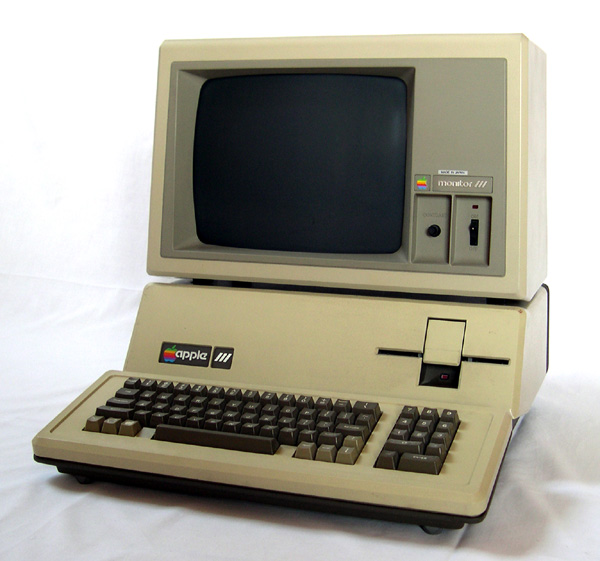

Apple III introducerades i juni 1980. Den innehöll en 8-bitars 6502B-processor från SynerTek som kördes i 1,8 MHz. Den levererades med 128 kB RAM och 4 kB ROM. Den kunde köra Apple II-program med hjälp av en emulator, och kom med ett nytt sofistikerat operativsystem. Det var den första Apple-datorn som levererades med en inbyggd 5.25" diskettenhet, och ett grafikkort inbyggt i moderkortet. Den var designad för att vara en bra kontorsdator men sålde dåligt. Den kostade mellan 33 000 kr och 60 000 kr beroende på extra tillbehör i datorn. Originalversionen av Apple III hade många problem, och ersattes av en omarbetad modell i mitten av 1981. Den modellen hade 256 kB RAM, uppdaterat operativsystem och ett lägre pris. En 5 MB extern hårddisk var också tillgänglig. Eftersom Apple III sålde så dåligt ersattes den av Apple III plus i slutet av 1983. Apple III slutade säljas under 1985.